# Xanthorhoe cindrelaria
Xanthorhoe cindrelaria là một loài bướm đêm trong họ Geometridae.